# Хлистово (Калузька область)
Хлистово (рос. Хлыстово) — присілок в Козельському районі Калузької області Російської Федерації.
Населення становить 0 осіб. Входить до складу муніципального утворення Присілок Киреєвське-Перше.

## Історія
Від 2004 року входить до складу муніципального утворення Присілок Киреєвське-Перше.

## Населення
| 2002 | 2010 |
| ---- | ---- |
| 10   | ↘0   |